# Remplissage vasculaire
 (signalé en mai 2025).
Si vous disposez d'ouvrages ou d'articles de référence ou si vous connaissez des sites web de qualité traitant du thème abordé ici, merci de compléter l'article en donnant les références utiles à sa vérifiabilité et en les liant à la section « Notes et références ».
- Archive Wikiwix
- Bing
- Cairn
- DuckDuckGo
- E. Universalis
- Gallica
- Google
- G. Books
- G. News
- G. Scholar
- Persée
- Qwant
- (zh) Baidu
- (ru) Yandex
- (wd) trouver des œuvres sur Wikidata

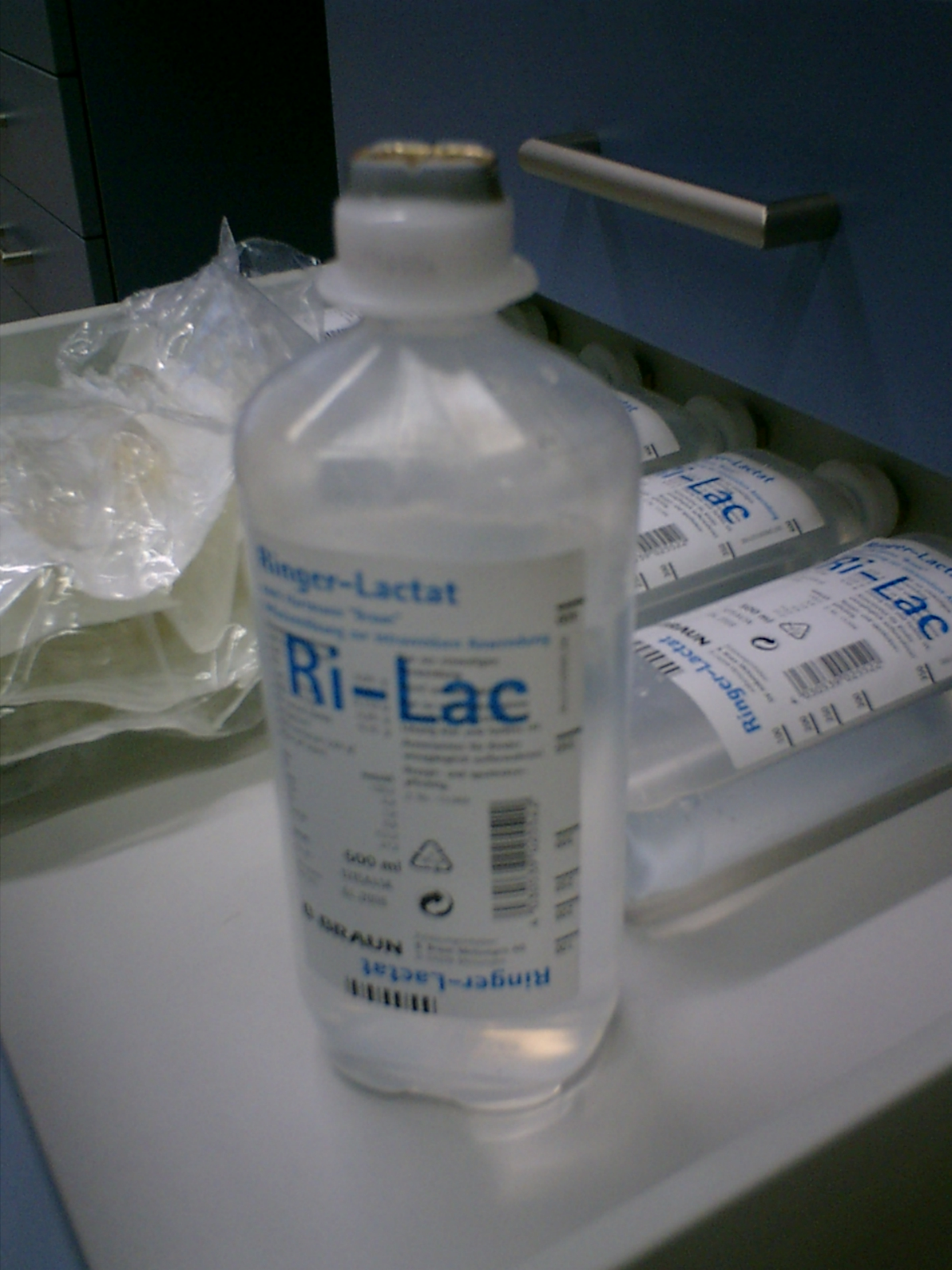
Le Ringer's Lactate est un soluté cristaloïde utilisé pour le remplissage vasculaire

Le remplissage vasculaire ou expansion volémique est traitement médical consistant à perfuser un soluté dans la circulation sanguine via une voie veineuse afin d'augmenter la volémie. Il existe deux classes principales de solutés, les cristalloïdes et les colloïdes. Cette thérapeutique est en principe administrée en urgence en cas d'hypovolémie au cours d'un choc, situation pouvant mettre en jeu le pronostic vital.

## Rappel de physiologie
La circulation sanguine peut être considérée comme un circuit fermé avec une pompe (le cœur) et des tuyaux constituant les artères et les veines.
Une diminution de la pression de remplissage du cœur entraîne :
- une diminution du débit général,
- une baisse de la pression artérielle provoquant des problèmes d'alimentation en sang des organes. Si les organes « nobles » (cœur, poumons, cerveau) sont relativement protégés par les mécanismes de régulation, les organes « périphériques » sont sacrifiés, et le déficit en oxygène (hypoxie) résultant du déficit d'apport en sang (hypoperfusion) peut provoquer la mort de certaines cellules et donc l'émission de toxines.

Au pire, elle peut provoquer un désamorçage de la pompe cardiaque entraînant un état de collapsus, voire un arrêt cardio-circulatoire.
Le remplissage vasculaire permet d'augmenter la pression de remplissage du cœur et n'est utile que si cette dernière est basse. Dans le cas contraire, il peut être extrêmement nocif, entraînant une insuffisance cardiaque avec un tableau d'œdème aigu pulmonaire.

## Solutés de remplissage
Un bon soluté de remplissage doit rester dans les vaisseaux, sans diffuser dans les tissus.
- Le sérum glucosé n'apporte que de l'eau et un peu de sucre. Cette eau va diffuser rapidement dans les cellules. Il est donc totalement inadapté à un remplissage vasculaire efficace.

- Les solutés ioniques (solution physiologique) contient de l'eau et des ions. Ces derniers vont cependant finir par diffuser dans les cellules. L'efficacité est donc d'assez courte durée.

- Les solutés à macromolécules : ces dernières augmentent la pression oncotique du liquide, contribuant à garder ce dernier dans les vaisseaux. Ce sont les solutés de choix pour un remplissage vasculaire efficace. Il existe quelques rares phénomènes d'allergies aux macromolécules. Ces dernières se dégradent au bout de quelques heures, mais cela laisse le temps de traiter la cause de l'hypotension.

- Le sang en transfusion permet un bon remplissage vasculaire mais ne doit pas être utilisé dans ce but en raison du coût et des risques. Il est réservé aux cas où il y a une perte avérée de globules rouges.

- Le plasma sanguin, et autres produits du sang (sérum, albumine, …) , sont de moins en moins utilisés en remplissage vasculaire du fait de leur coût et des risques de contamination.

## Autres méthodes de remplissage vasculaire
- Le simple fait de mettre le patient en position allongée en surélevant les jambes permet d'avoir un meilleur remplissage vasculaire, le sang des membres inférieurs étant mis à contribution.
- L'emploi d'une contention élastique des membres permet de même de rediriger le sang des membres vers les organes internes.

Ces méthodes sont naturellement insuffisantes en cas de baisse trop importante de la pression artérielle.

## Indication
Le remplissage vasculaire est nécessaire dans tous les cas d'hypotension importante à condition de n'avoir pas de tableau d'insuffisance cardiaque. Dans ce dernier cas, le remplissage aggrave la situation.
Dans le cadre des urgences préhospitalières (aide médicale urgente), le maintien d'une pression artérielle minimale permet de limiter les problèmes liés au transport : si la pression artérielle est insuffisante, les accélérations (au sens large : accélération, freinage, force centrifuge, voire montée et descente dans le cas d'un transport héliporté) peuvent « attirer » le sang d'un côté ou de l'autre et donc provoquer un déficit de certains organes, voire un désamorçage de la pompe cardiaque.
Un remplissage vasculaire précoce est en particulier indiqué dans le cas d'un sepsis sévère, ainsi que dans le cas d'un rhabdomyolyse (il permet de limiter l'insuffisance rénale).
Certains solutés de remplissage ont des indications privilégiées. Le mécanisme à l'origine de la baisse du volume sanguin ou l'individu à traiter sont à prendre en compte dans le choix d'un soluté. Par exemple, la Sérum Albumine est utilisée pour le remplissage vasculaire chez les patients souffrant de syndrome néphrotique, ou chez les femmes enceintes.

## Précautions au remplissage vasculaire
Cependant, le remplissage vasculaire a aussi des inconvénients :
- si l'on attend trop longtemps que la pression monte, on augmente le délai avant l'admission dans la structure de soins et donc le délai avant les soins salvateurs dans le cas d'un blessé grave (notion d'heure d'or). Cet argument n'est que théorique, le remplissage pouvant se faire pendant le transport.
- si la victime présente une hémorragie, on « pousse » le sang dehors, on dilue le sang et donc on aggrave l'hypoxie. Le remplissage vasculaire est en particulier à discuter soigneusement en préhospitalier pour les traumatismes pénétrants du thorax (type arme à feu).

Le remplissage vasculaire est limité dans le temps. En dehors des solutés d'origines humaines, il existe des doses maximales de perfusion à ne pas dépasser. Dans les macromolécules, la quantité d'hydroxyéthylamidon maximale admise est de 33 ml/kg/24 heures. Les solutés sanguins, même en dehors des incompatibilités de groupe ou de rhésus, peuvent être délétères s'ils sont administrés en grande quantité.

## Réalisation
Une perfusion est posée sur une voie veineuse idéalement importante (grosse veine du bras, veine du pli du coude ou si besoin, voie centrale). La vitesse de perfusion est réglée par la hauteur de celle-ci par rapport au plan du patient, mais surtout par une mollette clampant (rétrécissant) plus ou moins la tubulure aboutissant à la veine. Dans certains cas on peut accélérer la perfusion :
- en augmentant la pression dans la poche de perfusion (compression de cette dernière par un brassard gonflable)
- en installant un système motorisé (pompe électrique) poussant le liquide avec un débit constant.

Certains dispositifs aident encore dans des situations difficiles:
- Pantalon anti-G ; Gonflé au niveau des 2 jambes, il limite le volume vasculaire à remplir aux autres parties du corps.
- Surélévation des jambes par rapport au plan du corps, mobilise environ 300ml de volume sanguin immédiatement disponible. Ce geste est utile dans les toutes premières secondes d'un malaise vagal avec perte de connaissance.

## Contrôle de l'efficacité
Une surveillance régulière (soit manuelle, soit par un système de monitorage électronique) est indispensable :
- fréquence cardiaque
- tension artérielle
- Volume de la diurèse

Dans les cas plus délicat, on peut s'aider par l'évaluation directe ou indirecte des pressions de remplissage par :
- échocardiographie : taille du ventricule droit, taille de la veine cave inférieure et influence de la respiration sur cette dernière.

- la mesure de la pression veineuse centrale. Un cathéter, relié à une veine centrale, est installée contre une échelle verticale graduée. Le niveau d'eau lu correspond (en cm d'eau) à la pression veineuse centrale.

- La mesure de la pression capillaire pulmonaire, méthode la plus fiable mais la plus complexe, puisqu'elle nécessite la mise en place d'un long cathéter (Swan-Ganz) introduit par une veine centrale, traversant les cavités cardiaques droites et l'artère pulmonaire et dont l'extrémité est au niveau du capillaire pulmonaire.

## Liste des solutés de remplissage vasculaire

### Cristalloïdes
- Sérum physiologique
- Ringer Lactate
- Sérum glucosé (5 %, 10 %, 30 %, 50 %)

### Macromolécules (Colloïdes)
- Hydroxyéthylamidons
- Dextrans
- Gélatines
- Sérum Albumine humaine (4 %, 20 %)
- Culots sanguins (concentrées globulaires)